# Знаменівська балка

Знаме́нівська ба́лка — ботанічний заказник місцевого значення. Розташований у Волноваському районі Донецької області біля села Калинове. Статус заказника присвоєно рішенням облвиконкому № 7 від 9 січня 1991 року. Площа — 55 га. На території заказника росте 150 видів рослин, 5 видів із яких занесено до Червоної книги України — майкараган скіфський, карагана скіфська, тюльпан гранітний, ковила Лессінга.

## Розташування
Місце розташування Знаменівської балки — на південній околиці села Калинове (47°27′0″ пн. ш. 37°28′12″ сх. д. / 47.45000° пн. ш. 37.47000° сх. д.).

## Географія
На лівому березі річки Велико-Тарама розташований ботанічний заказник Знаменівська балка.

## Галерея

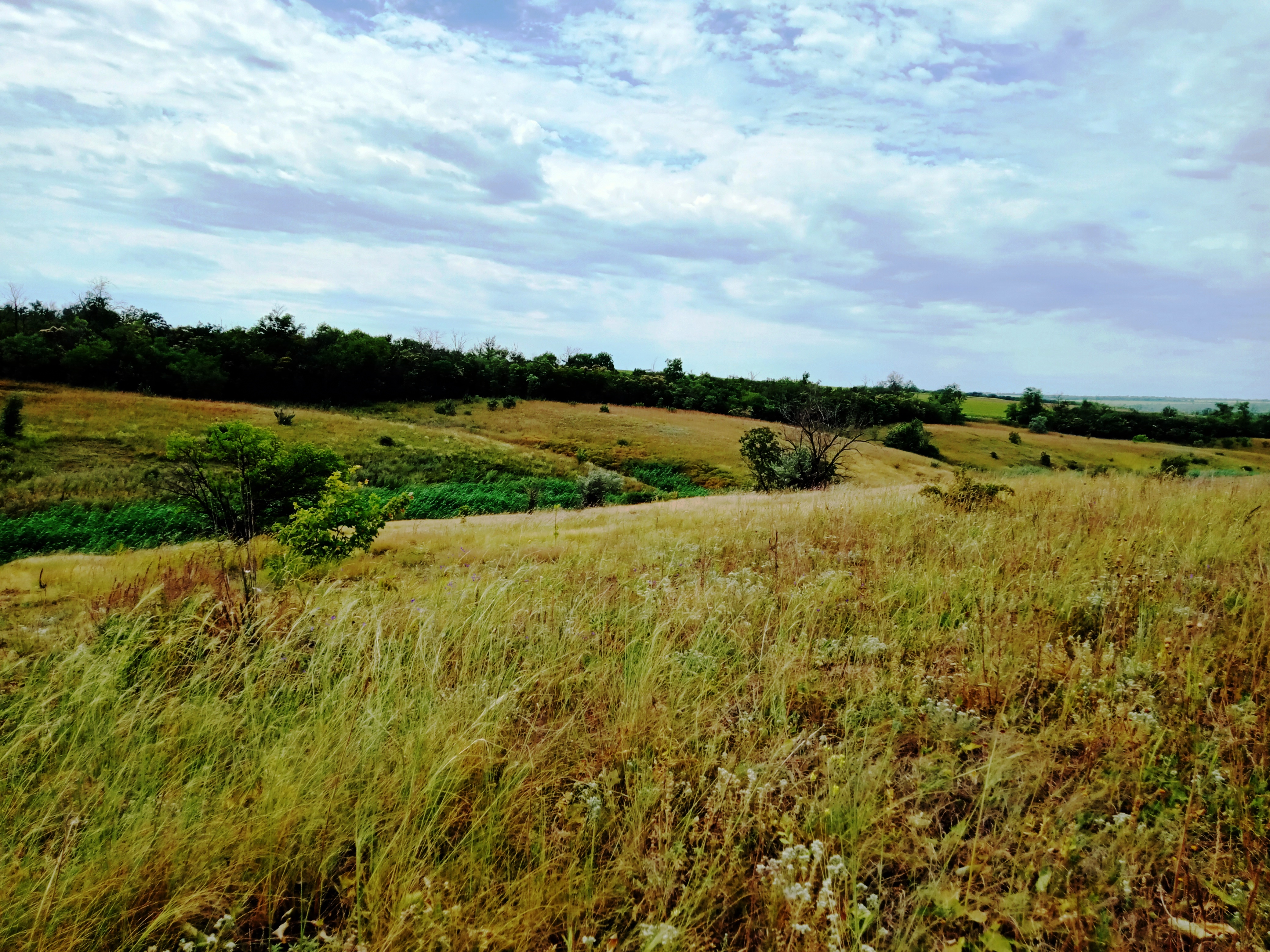
Знаменівська балка біля села Калініне. 27 липня 2020 року
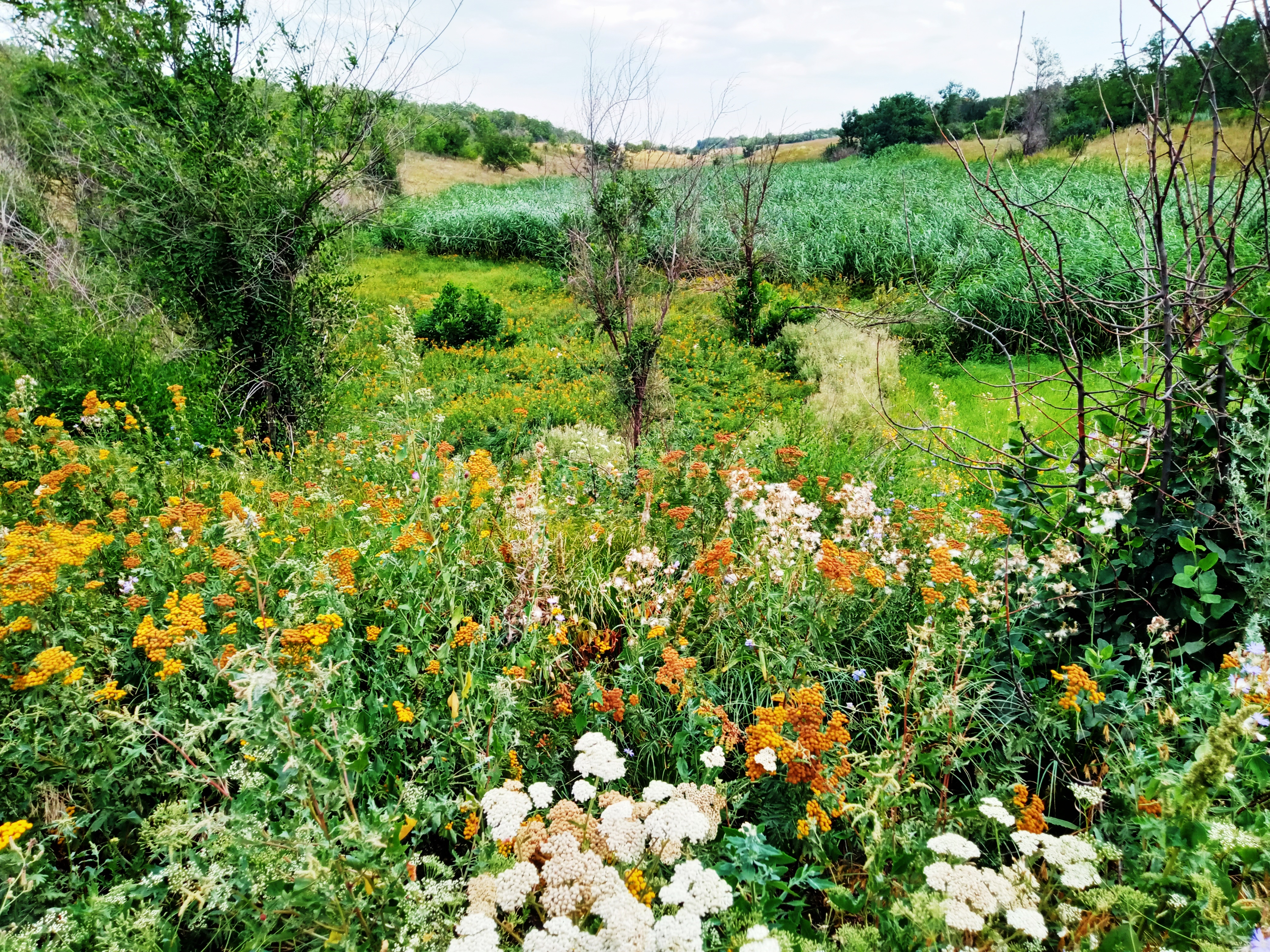
Квіти. Знаменівська балка. 27 липня 2020 року
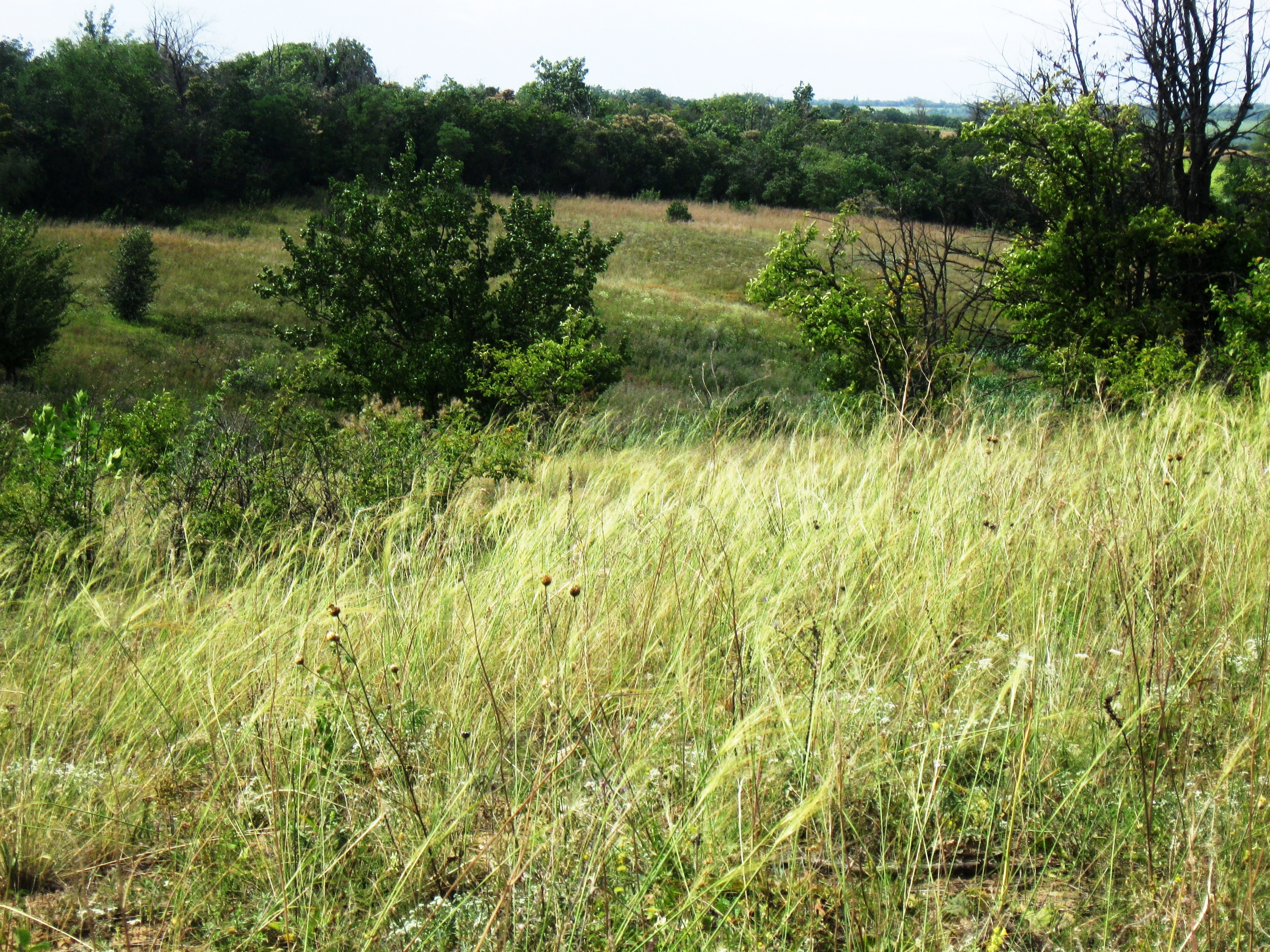
Знаменівська балка біля села Калініне. 27 липня 2020 року
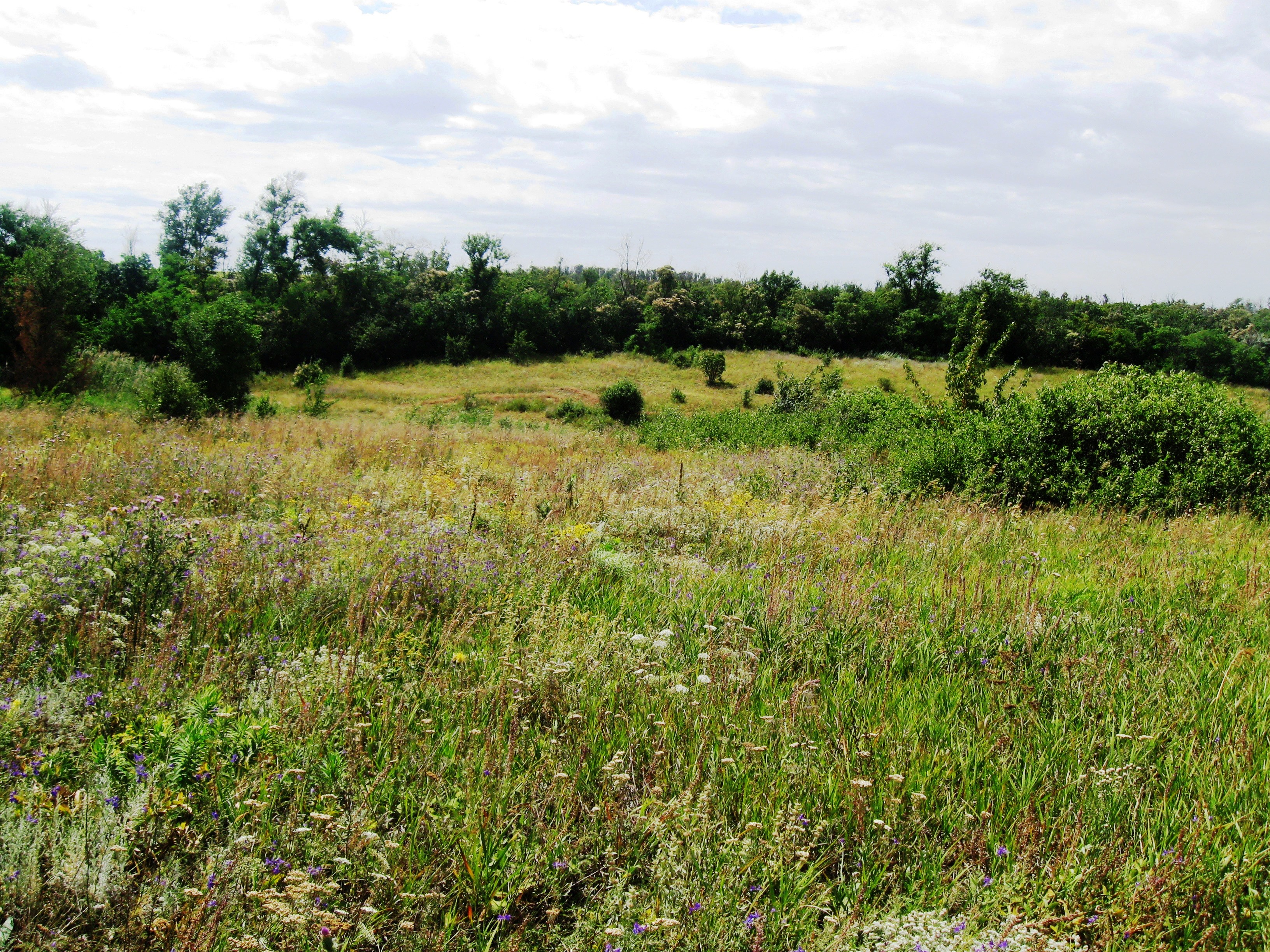
Знаменівська балка біля села Калініне. 27 липня 2020 року
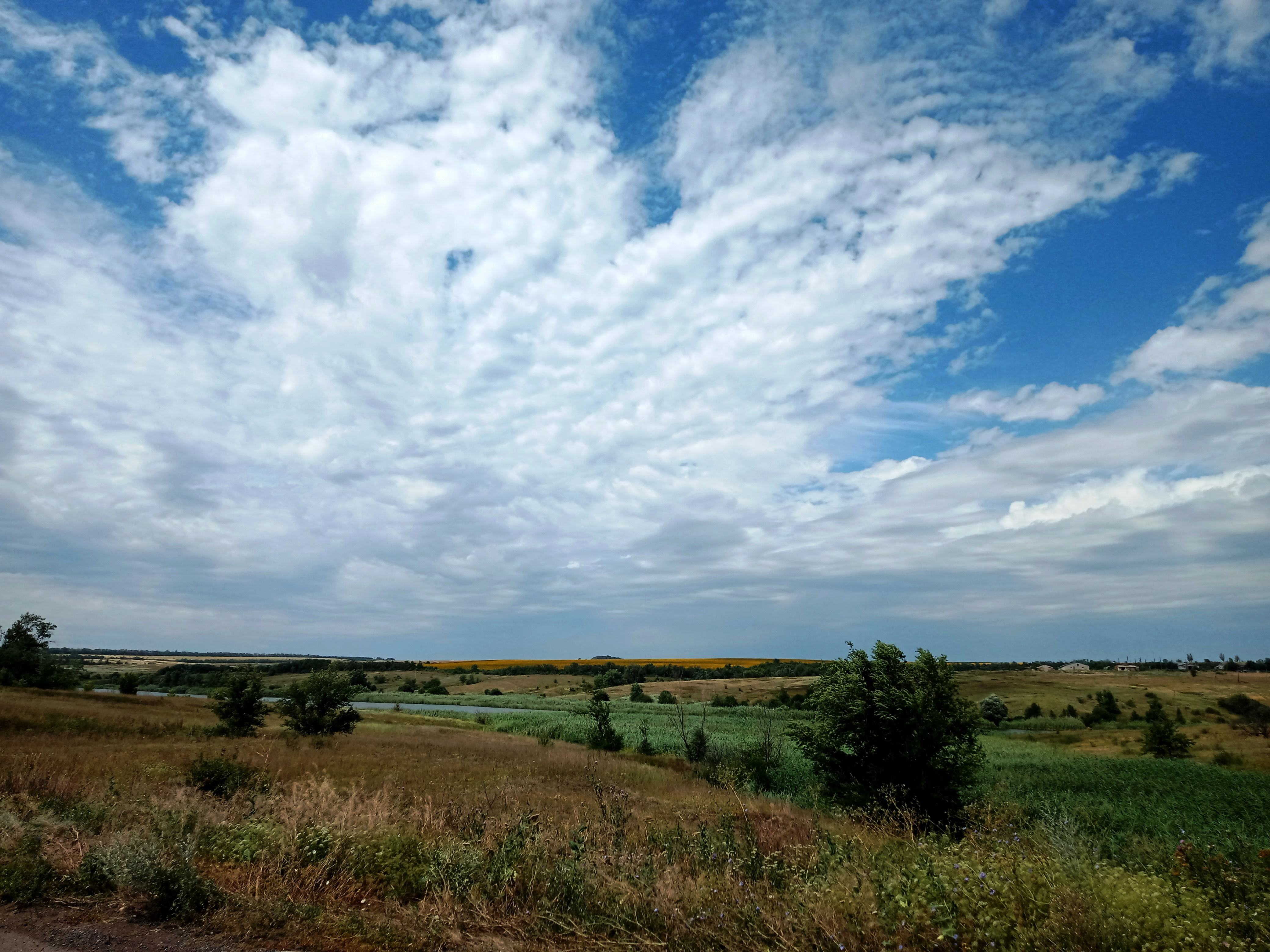
Знаменівська балка. 27 липня 2020 року
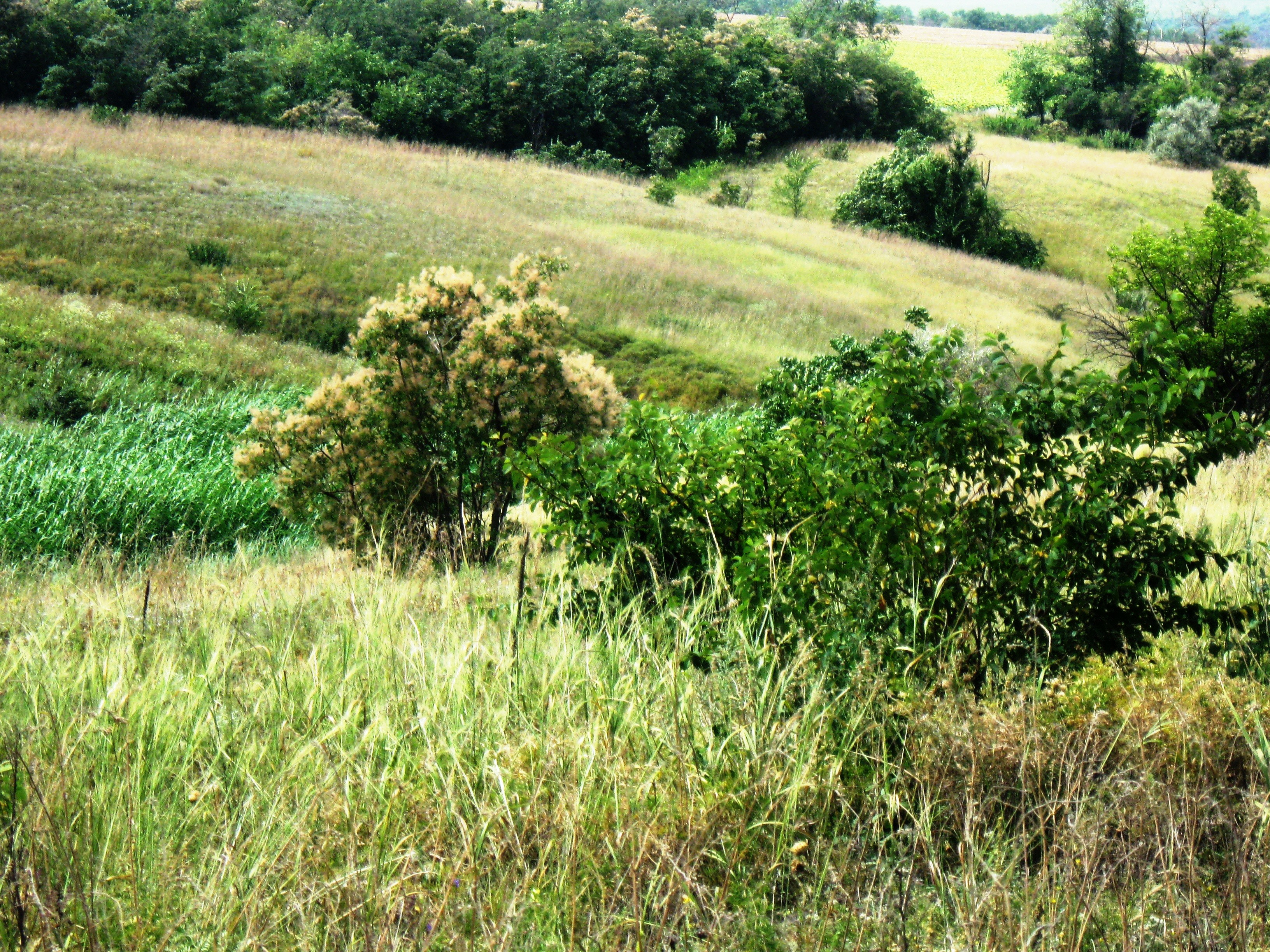
Знаменівська балка. 27 липня 2020 року